# Masirana akiyoshiensis
Espèce
Masirana akiyoshiensis est une espèce d'araignées aranéomorphes de la famille des Leptonetidae.

## Distribution
Cette espèce est endémique de Honshū au Japon. Elle se rencontre dans le plateau Akiyoshi dans la préfecture de Yamaguchi.

## Liste des espèces
Selon World Spider Catalog (version 14.5, 2014) :
- Masirana akiyoshiensis akiyoshiensis Oi, 1958
- Masirana akiyoshiensis imperatoria Komatsu, 1974
- Masirana akiyoshiensis kagekiyoi Komatsu, 1974
- Masirana akiyoshiensis primocreata Komatsu, 1974

## Étymologie
Son nom d'espèce, composé de akiyoshi et du suffixe latin -ensis, « qui vit dans, qui habite », lui a été donné en référence au lieu de sa découverte, la plateau Akiyoshi.

## Publications originales
- Oi, 1958 : Three new species of the six eyed spider. Acta Arachnologica, vol. 15, no 2, p. 31-36.
- Komatsu, 1974 : Leptonetid spiders in Akiyoshi-dai Plateau. Bulletin of the Akiyoshi-dai Museum of Natural History, no 10, p. 17-30.